# Jeux européens de 2027
Navigation
Édition précédente
Les Jeux européens de 2027, quatrième édition des Jeux européens, se tiennent en 2027 à Istanbul, en Turquie.

## Sélection de la ville hôte
En octobre 2022, les principaux responsables des Comités olympiques européens (COE) affirment qu'ils sont sur le point de trouver un hôte pour les Jeux européens de 2027. L'Espagne, la France et le Portugal sont présentés comme candidats potentiels. La ville croate de Split exprime également son intérêt pour l'accueil des Jeux.
En octobre 2023, Istanbul indique son intention d'accueillir les Jeux européens de 2027 et les Championnats parasportifs européens de 2027, dans le cadre d'une candidature à long terme pour accueillir les Jeux olympiques et paralympiques de 2036,, Des projets visant à ramener les épreuves de gymnastique et de natation aux jeux de 2027 sont également révélés,. Une délégation d'Istanbul présente son projet d'accueillir les Jeux de 2027 lors d'une réunion du comité exécutif des COE le 7 février 2024 à Madrid. Après la présentation, le président des COE, Spyros Capralos, déclare qu'Istanbul dispose de l'infrastructure nécessaire pour accueillir les Jeux et qu'il prévoit de se rendre dans la ville pour discuter plus en détail de la candidature. Les COE confirment Istanbul comme ville hôte le 27 mars 2024 ; l'annonce est faire lors d'une conférence de presse organisée par le maire d'Istanbul Ekrem İmamoğlu, ; la ville a été désignée à l'unanimité.